# Roscoe Howells
Roscoe Howells (27. října 1919 – 13. ledna 2014) byl velšský spisovatel, historik a novinář. Psal romány, povídky i novinové sloupky. Ve svém díle se nechával inspirovat rodným Walesem.

## Život
Narodil se v obci Saundersfoot v hrabství Pembrokeshire na jihozápadě Walesu. Tři týdny po jeho narození mu zemřela matka. Ve svých dvanácti letech zachránil dva tonoucí lidi, za což dostal cenu Royal Humane Society a stal se jejím vůbec nejmladším držitelem. Později se věnoval farmaření a koncem padesátých let začal psát pro noviny Welsh Farm News. Svou první knihu Cliffs of Freedom, která vypráví příběh farmářské rodiny na ostrově Skomer, vydal roku 1961. Později vydal řadu dalších románů, mezi které patří například Heronsmill pojednávající o venkovském lidu a jeho zvycích. Jeho předposlední román A Pembrokeshire Pioneer z roku 2007 vypráví o tesaři, který měl podle místní legendy vzlétnout o sedm let dříve než Orville Wright. Svou poslední knihu There Tis Then vydal ve svých devadesáti letech. Zemřel v lednu roku 2014 ve věku 94 let. Byl zakladatelem, viceprezidentem a předsedou Pembrokeshireského historického spolku a působil v několika dalších organizacích.

## Dílo

### Romány
- Cliffs of Freedom (1961)
- Sounds Between (1968)
- Total Community (1975)
- Old Saundersfoot (1977)
- Heronsmill (1979)
- Crickdam (1987)
- Roseanna (1991)
- Pembrokeshire's Islands (1994)
- Woodreef (2000)
- From Amroth to Utah (2001)
- A Rural Miscellany (2006)
- A Pembrokeshire Pioneer (2007)
- There Tis Then (2009)